# IKARING
IKARING（イカリン、9月25日 - ）は、日本の漫画家、エッセイスト。大阪府出身。女性。講談社の『週刊ヤングマガジン』の新人賞にて「スニーカーブルース」で月間賞佳作を受賞し、デビュー。代表作は『しまいもん』、『新婚はん』など。主に女性向けの漫画雑誌などで執筆活動をしている。

## 作品リスト
- すねかじりエロス （近代映画社、全1巻）

1. ISBN 978-4-7648-1936-8 （2000年12月）

- しまいもん （祥伝社、全2巻）

1. ISBN 978-4-396-76339-8 （2004年8月）
2. ISBN 978-4-396-76365-7 （2005年8月）

- 新婚はん （祥伝社、全2巻）

1. ISBN 978-4-396-76404-3 （2007年3月）
2. ISBN 978-4-396-76427-2 （2008年2月）

- ハングリーORラブ -貧乏&独り身から一発逆転!? （メディアファクトリー、全1巻） ※エッセイ作品。

1. ISBN 978-4-8401-2076-0 （2007年11月）

- カレージョ!! （講談社） ※イラスト担当作品で、文章はにらさわあきこ。

1. ISBN 978-4-06-215124-5 （2008年11月）

- ごちそうシネマした!! （スクウェア・エニックス、『月刊少年ガンガン』2009年7月号 - 連載中）
- WARABE!! （講談社、『Kiss PLUS』2009年11月号 - 連載中、既刊1巻）

1. ISBN 978-4-06-375951-8 （2010年8月）

- マニアッター☆ （スクウェア・エニックス、『ヤングガンガン』2011年17号 - 2012年17号、全2巻）

1. ISBN 978-4-7575-3540-4 （2012年3月）
2. ISBN 978-4-7575-3741-5 （2012年9月）

- 超問クイズ！　真実か？　ウソか？（世界文化社）※書籍版のコミック部分を担当。

1. ISBN 978-4-4181-7265-8 （2017年12月）